# Julius Peterson
Carl Julius Peterson (ur. 1852 w Bydgoszczy, zm. 1935 we Wrocławiu) – burmistrz Bydgoszczy (1881-1889).

## Życiorys
Urodził się 19 grudnia 1852 r. w Bydgoszczy. Był synem Ernsta Emila Petersona, bydgoskiego notariusza, i Elise z domu Bischoff. Pochodził ze znanej rodziny osiadłej w mieście w końcu XVIII wieku. Jego dziadkiem był Ernst Conrad Peterson, inspektor Kanału Bydgoskiego, a ojciec w latach 1840–1844 był nadburmistrzem Bydgoszczy. 
Po ukończeniu szkoły miejskiej kontynuował naukę w Gimnazjum Fryderyka Wilhelma w Bydgoszczy, gdzie w 1871 r. złożył egzamin dojrzałości. Następnie odbył studia prawnicze. Powrócił do Bydgoszczy w 1878 r. w stopniu referendariusza sądu apelacyjnego. 
W 1881 r. zwyciężył w wyborach II burmistrza Bydgoszczy. Obowiązki swoje objął z dniem 6 października 1881 r. W tym czasie funkcję nadburmistrza i szefa administracji pełnił Julius Bachmann. W okresie ich rządów Bydgoszcz przeżywała intensywny rozwój gospodarczy. Małe niegdyś warsztaty rzemieślnicze stały się znaczącymi zakładami przemysłowymi. Rozwijało się budownictwo. Wzniesiono wówczas kilka gmachów szkolnych. Bydgoszcz zyskała trzy regionalne połączenia kolejowe z Chełmżą, Żninem i Koronowem. Peterson zainteresował się również działalnością władz miasta w zakresie opieki społecznej. Przewodniczył miejskiemu dyrektorium ds. ubogich i urzędowi ds. sierot koordynującemu działalność radców w poszczególnych okręgach policyjnych miasta. 
Za jego kadencji magistrat nadał jednej z ulic w Śródmieściu Bydgoszczy nazwę Petersona, co miało upamiętniać zasługi rodziny dla rozwoju miasta. 30 września 1889 r. zrezygnował z funkcji burmistrza Bydgoszczy, prawdopodobnie na skutek eskalacji konfliktu magistratu z radą miejską. Mimo blisko wiekowych związków rodziny z Bydgoszczą, opuścił miasto i osiadł we Wrocławiu. Później wybrano go radcą tamtejszego magistratu, a po latach obdarzono godnością seniora miasta. Zmarł 9 listopada 1935 r. we Wrocławiu.
Od 1887 r. był żonaty z Mathilde Clarą Augustę z domu Bollmann. W Bydgoszczy urodziła się jego córka Gertrude Auguste Elise (ur. 1888).